# Прогресс (Егорлыкский район)
Прогре́сс — хутор в Егорлыкском районе Ростовской области.
Входит в состав Егорлыкского сельского поселения.

## Население
| 1989 | 2002 | 2010 |
| ---- | ---- | ---- |
| 284  | ↗299 | ↘268 |

## Улицы
На хуторе имеется одна улица: Магистральная.